# Eduardo Callejo de la Cuesta
Eduardo Callejo de la Cuesta, né le 21 septembre 1875 à Madrid et mort dans la même ville le 21 janvier 1950, est un avocat et homme politique espagnol. Il est ministre de l'Instruction publique et des Beaux-Arts pendant la dictature du général Primo de Rivera et est président du Conseil d'État espagnol durant le franquisme.

## Biographie
Il est docteur en droit de l'université de Valladolid et obtient la chaire de droit naturel en 1912 dans la même université.

## Distinctions
- Grand-croix de l'ordre d'Isabelle la Catholique